# Leichtathletik-Weltmeisterschaften 2009/Teilnehmer (Bermuda)
| Gelbes Symbol für Goldmedaillen mit stilisierten Olympischen Ringen | Graues Symbol für Silbermedaillen mit stilisierten Olympischen Ringen | Braundes Symbol für Bronzemedaillen mit stilisierten Olympischen Ringen |
| ------------------------------------------------------------------- | --------------------------------------------------------------------- | ----------------------------------------------------------------------- |
| —                                                                   | —                                                                     | —                                                                       |

Der Leichtathletik-Verband Bermudas stellte einen Athleten bei den Leichtathletik-Weltmeisterschaften 2009 in Berlin.

## Ergebnisse

### Männer

#### Sprung/Wurf
| Athletin     | Disziplin  | Qualifikation | Qualifikation | Finale             | Finale             |
| Athletin     | Disziplin  | Weite/Höhe    | Platz         | Weite/Höhe         | Platz              |
| ------------ | ---------- | ------------- | ------------- | ------------------ | ------------------ |
| Tyrone Smith | Weitsprung | 7,72 m        | 31            | nicht qualifiziert | nicht qualifiziert |